# Palazzo Bottiglieri (Salerno)
Der Palazzo Bottiglieri ist ein Palast aus dem späten 16. Jahrhundert am Largo Sedile del Campo im historischen Zentrum von Salerno in der italienischen Region Kampanien. Er liegt in der Nähe des Palazzo Genovese.

## Geschichte und Beschreibung
Der Palast ist nach der Familie Bottiglieri benannt, die ihn im 18. Jahrhundert kaufte.
Der Palast hat eine symmetrische Form und im oberen Stockwerk liegen die Räumlichkeiten der Herrschaft, dieser bedeutenden Familie aus Salerno. Er hat im Erdgeschoss ein großes Tor mit einem Rahmen aus Tuffstein und darüber einen riesigen Kopf, der einem mythologischen Maskaron ähnelt.
Der Palazzo Bottiglieri wurde auf den Resten vorher dort existierender Gebäude errichtet. Dies ist aus seinen stilistischen Eigenheiten zu schließen, wie dem großen Eingangstor „mit markantem Fransendesign des Bossenwerks und mit Maskaron in der Mitte nach manieristischem Geschmack“.
Die Barone Bottiglieri ließen Ende des 19. und Anfang des 20. Jahrhunderts vor dem Eingangstor einige Stadtfeste mit Orchester auf ihre Kosten feiern.
1884 wurde im Erdgeschoss des Palastes die Hauptniederlassung der Banca Salernitana etabliert.
1943 wurde der Palast durch alliierte Bombardierung leicht beschädigt, aber in den 1950er-Jahren vollständig repariert.